# Ямайская игуана
Ямайская игуана (лат. Cyclura collei) — крупный вид ящериц в семействе игуановых. Вид эндемичен для Ямайки. Животное находится под угрозой исчезновения. В период с 1948 года по 1990 считалось, что ямайская игуана вымерла.

## Этимология
Вид назван в честь кого-то по имени Колли. Джон Эдуард Грей, который первым описал данный вид в 1845 году, назвал его «Игуана Колли». Грей не уточнил, кем именно являлся Колли.

## Внешний вид
Ямайская игуана — крупная ящерица, преимущественно зелёного цвета, с более тёмной оливково-зелёной окраской на плечах. Поверхности тела покрыты пятнами желтоватого цвета. Дикие особи, в особенности роющие норы самки, часто имеют красновато-коричневый цвет после копания в почвах региона Адских Холмов. Самцы ямайских игуан растут примерно до 428 миллиметров в длину, тогда как самки растут до 378 миллиметров в длину.

## Распространение
По словам Ганса Слоуна, врача и ботаника, посетившего Ямайку в 1688 году, игуаны были распространены по всей Ямайке. Популяция ямайской игуаны резко сократилась во второй половине 19-го века, после заселения индийским серым мунго Ямайки.
Считалось, что ямайская игуана исчезла в 1948 году. Мёртвый представитель был обнаружен в 1970 году. В августе 1990 года была обнаружена живая ямайская игуана. Район Адских Холмов — единственный регион Ямайки, где обитает эта игуана. Когда-то они были распространены на острове, но в настоящее время встречаются только в сухих, каменистых, известняковых лесных массивах округа Сент-Кетрин.

## Питание
Как и все виды циклуров, ямайская игуана преимущественно травоядна, потребляя листья, цветы и фрукты более чем 100 различных видов растений. Изредка ямайская игуана так же питается насекомыми и беспозвоночными, такими как улитки. Однако зачастую потребление насекомых и беспозвоночных происходит случайно вместе с листьями.